# Odyssey 5
Odyssey 5 ist eine kanadische Science-Fiction-Serie, in deren Mittelpunkt die Crew des Space Shuttles Odyssey um NASA-Kommandant Chuck Taggart (Peter Weller) steht. Während eines Routineeinsatzes im Weltraum sind sie Zeuge, wie die Erde vollständig zerstört wird. Von einem Außerirdischen, der sich selbst als der Suchende bezeichnet, vor dem Tod gerettet, wird die Crew fünf Jahre in die Vergangenheit geschickt, um das Ende der Erde zu verhindern. Zurück in der Vergangenheit kommt die fünfköpfige Crew immer mehr den unheimlichen Geschehnissen auf die Schliche.

## Ausstrahlungsweise und Produktion
Die Fernsehserie war ursprünglich, in Bezug auf die Handlung, auf fünf Staffeln angelegt.
Die Serie wurde in den USA zwischen Juni 2002 und Oktober 2004 auf dem US-amerikanischen Fernsehsender Showtime ausgestrahlt. Die ersten 14 Episoden liefen sehr erfolgreich, bis ohne Angabe von Gründen die Ausstrahlung abgebrochen und die Produktion der Serie eingestellt wurde. Die verbliebenen sechs Episoden wurden erst im Oktober 2004 ausgestrahlt. Auch massive Proteste der Fans konnten nichts an dem Ende der Serie ändern.
In Deutschland wurde Odyssey 5 zwischen dem 6. Juni 2004 und dem 24. Oktober 2004 bei Sat.1 in synchronisierter Fassung erstausgestrahlt. 2007 wurde Odyssey 5 vom 10. Juni bis zum 22. Oktober im Morgenprogramm samstags und sonntags zwischen vier und fünf Uhr früh und zum zweiten Mal ab 3. Januar 2009 bei Sat.1 wiederholt.